# Sam'al
Sam'al o Samal (hitita: Yadiya, turco otomano: Zendjirli, turco: Hüyük Zincirli o Zengirli) originariamente fundada como colonia hitita, dependió de este imperio de 1725 a 1200 a. C. En época posthitita se erigió en principado arameo, tras el derrumbe del imperio hitita en el 1200 a. C. En 940 a. C., era un reino independiente, hasta el año 680 a. C., cuando fue conquistado por Asiria. Está localizado en la ciudad de Hüyük Zincirlik en Aladağlar (Antitauro), en la provincia turca de Gaziantep, a unos 105 km al norte de Antioquía.

## Historia

Mapa histórico de los estados neohititas en torno al 800 a. C. que muestra la ubicación de Sam'al en la actual Zincirli.

El sitio de Sam'al fue originalmente ocupado en la Edad de Bronce inicial y más tarde devino parte del reino de Yamkhad (Alepo) a principios del II milenio a. C. Fue absorbida por el imperio hitita durante dicho milenio. Después de la caída de Hatti, pasó al control de los reinos luvio-arameos hasta la llegada de los arameos, que establecieron la ciudad como el centro de un reino llamado Sam'al. Con el auge del Imperio neoasirio, Sam'al se convirtió en uno de sus estados vasallos y más tarde en una provincia de aquel imperio. Esta dependencia terminó en el siglo VII a. C. con la caída del Imperio neoasirio.

### Reino de Sam'al
El reino de Sam'al (en arameo Ya'idi) era una potencia intermedia de Oriente Próximo en la primera parte del I milenio a. C. Situada cerca del monte Amanus, Sam'al era la capital de la región. Las fuentes principales sobre datos históricos de este periodo son estelas reales y tablillas de piedra, de Kilamuwa y Panamuwa II. 
Fue una potencia intermedia a finales del siglo X a. C. Anteriormente Zincirli floreció como centro autónomo —quizá de un núcleo urbano más antiguo— en los siglos XI y X a. C. En este siglo era una ciudad-estado. Se expandió y conquistó territorios a Karkemish, desde Adana de Quwê. Esta era una época que en otros lugares como la costa sirio-palestina y Anatolia central, es denominada «oscura», no solo porque en ella se produjo la disolución de grandes estados como el hitita, y la destrucción violenta de ciudades-estado como Ugarit; los motivos de esta situación general siguen generando discusiones sobre su naturaleza: invasiones, causas naturales o sociales. El hecho es que al final del siglo XII a. C., tuvo lugar una gran crisis en todo Oriente Próximo. Al igual que otras ciudades del interior no la sufrió, sino que incluso logró la autonomía política y la prosperidad económica. Del cambio de las condiciones económicas generales y de la presencia de ricos depósitos de hierro, se beneficiaron las ciudades más interiores de Siria septentrional, especialmente Sam'al. En la región se produjeron dos acontecimientos entre los siglos XII y X a. C., que determinarían el curso del I milenio a. C.: el primero es el comienzo de la expansión territorial asiria con Tiglatpileser I, quien con breves incursiones militares avanzó hasta Siria septentrional. Empezó así la larga lucha que concluiría, entre el 720 y el 717 a. C., con la anexión de toda Siria a la potencia asiria. Sam'al fue uno de los pocos estados que se alió desde el comienzo con el futuro vencedor. El otro fenómeno cardinal fue la gradual sedentarización de una población semita que hablaba un dialecto del noroeste: los arameos, tribus seminómadas formadas por clanes familiares, que de forma más o menos lenta y pacífica ocuparon Siria septentrional. En la mayor parte de los centros urbanos gobernaban aún dinastías luvi, herederas por la lengua indoeuropea y la escritura jeroglífica de los hititas de Anatolia que, como se ha dicho, dos siglos antes habían dominado política y militarmente la región. Sin embargo, Sam'al, una región tradicionalmente luvi, desde el siglo IX a. C. fue goberada por una casa reinante aramea, una de las primeras que, además de sedentarizarse, asumió un poco del poder político fragmentado en tantas singulares ciudades-estado propias de la fisonomía de la región.. Así, permaneció independiente y no formó parte de Cilicia. No participó en la Batalla de Qarqar (853 a. C.), pero Asiria fue bloqueada en la zona occidental. La campaña de Asiria en 825 a. C. ocupó territorios vitales de Sam'al: Quwê fue derrotado, pero se reorganizó como Denyen. Después de la muerte de Salmanasar III, Sam'al fue otra vez independiente.
Algunos gobernantes de Sam'al llevaron a cabo una política expansionista agresiva; otros accedieron a formar parte de una coalición siria antiasiria. Las fuentes asirias no son confiables en cuanto a Sam'al. Fue uno de los Estados satélite de Asiria según las fuentes cronológicas de Salmanasar III. Aunque hacia el 830 a. C., Azitawadda, rey de Denyen, afirmó que Sam'al era su país satélite; al mismo tiempo, Kilamuwa menciona en su estela que pidió ayuda a Asiria contra Denyen. Otras fuentes del mismo periodo mencionan Sam'al como estado satélite de Denyen y Asiria quiso ocupar este territorio. Kilamuwa ofreció Denyen como Estado satélite. Antes de esto, tuvo que derrotar a Azitawadda, su mayor enemigo. Los asirios conquistaron Denyen y Sam'al en el año 825 a. C. Sam'al volvió a ser independiente tras la muerte de Salmanasar III.
Existe la hipótesis de que Sam'al luchó contra los asirios en Alimus en el año 859 a. C.; y en 853 a. C. se convirtió en miembro de la alianza asiria. Hecho que parece claro porque Salmanasar III lo consideraba un Estado satélite. El reino de Sam'al intentó abrir un corredor entre Asiria y Denyen. Fue impedido por las fuerzas sirias unidas. Esta unidad fue disuelta en el año 825 a. C. En consecuencia fue una victoria política de Sam'al. Después de la muerte de Salmanasar III, se convirtió en un estado independiente y Denyen ya no pudo ocuparlo.
Al final, en 717 a. C. Asiria ocupó el país durante el reinado de Sargón II.

## Arqueología
La topografía, la arquitectura y el arte de esta ciudad es mérito sobre todo de las excavaciones alemanas en 1888, 1890 y 1890–1891, por una expedición de la Deutsche Orient-Gesellschaft (Sociedad oriental alemana) dirigida por Felix von Luschan y Robert Koldewey. continuadas en 1894 por Karl Humann (quien ya había excavado Pérgamo), campañas concluidas con la de 1902. Desafortunadamente, los cuadernos de campo de la misión arqueológica alemana se perdieron durante la Segunda Guerra Mundial.
En agosto de 2006, el Instituto Oriental de la Universidad de Chicago empezó un proyecto de excavación a largo plazo en el sitio arqueológico de Zincirli bajo la dirección de David Schloen. Se han sucedido cuatro campañas de excavación desde 2009.

### La ciudad

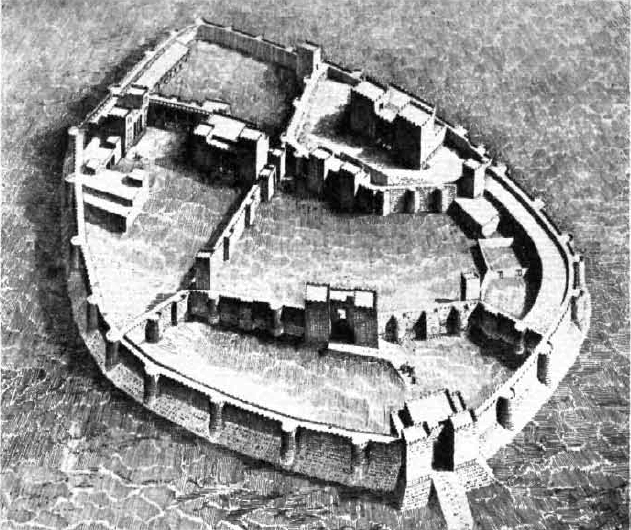
Reconstrucción de la ciudad amurallada.

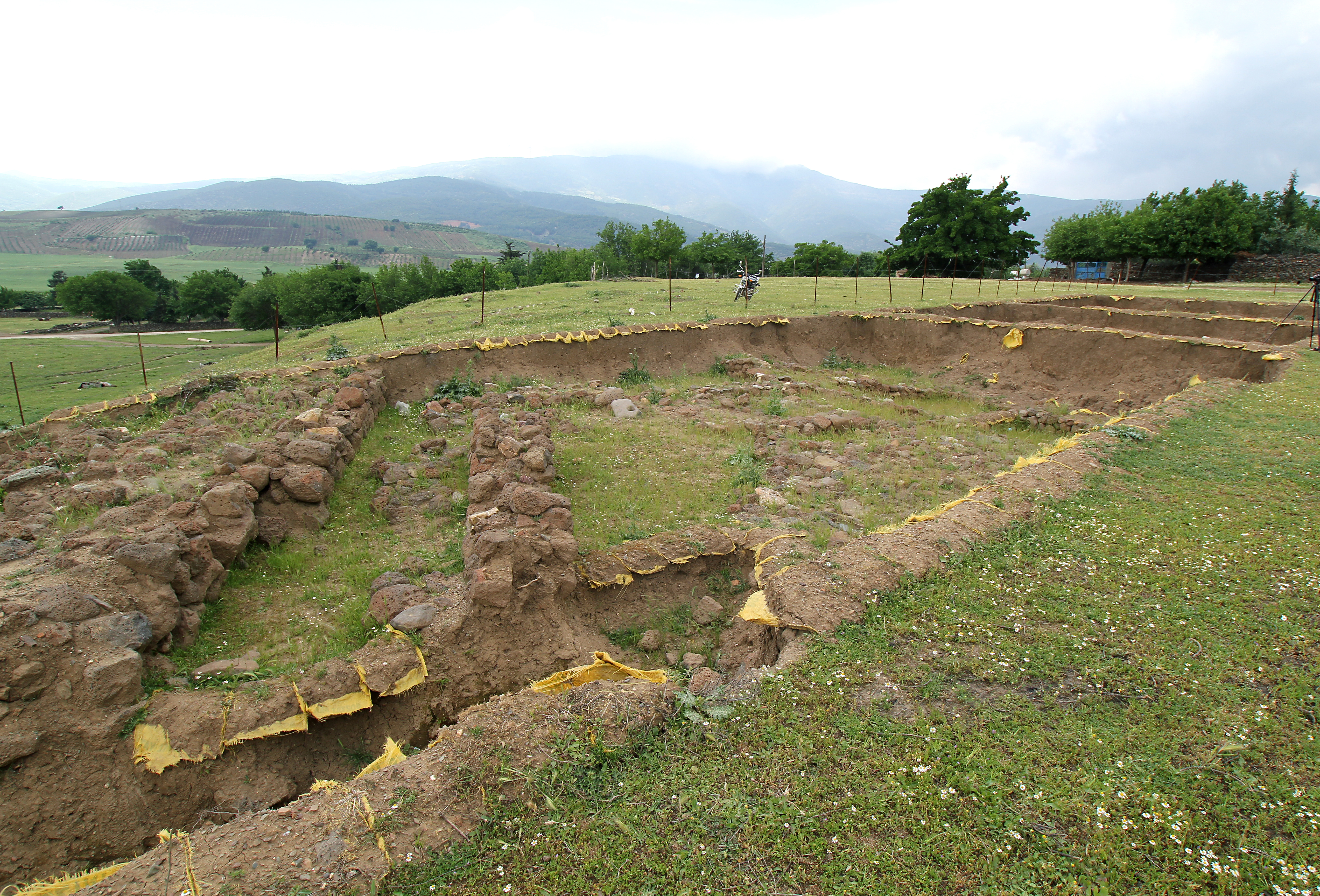
Sector excavado de la ciudadela.

Encontraron una ciudad, desarrollada en torno a una fortaleza que domina el curso del río Karasu, importante vía de comunicación fluvial entre la vega de Antioquía y la altiplanicie de Anatolia central. En el desarrollo topográfico general, Zincirli es un buen ejemplo de ciudad siria del I milenio a. C., con la ciudad baja construida alrededor de la ciudadela, estratégicamente situada sobre la llanura circundante. Las condiciones políticas inestables de la región determinaron la edificación de las dobles murallas circulares de 720 m de diámetro y dotada con cien bastiones. Se accedía por tres puertas: al sur, noreste y oeste. Estaban provistas de torreones y doble tránsito, arquitecturalmente denominadas «puertas de doble tenaza». Los relieves de los palacios asirios muestran cómo eran estas puertas y murallas con sus contrafuertes. La puerta principal era la meridional con su doble par de tenazas que se extendían fuera de la línea de las murallas. De regreso de su campaña victoriosa en Egipto sobre Taharqo, Asarhaddón entró en Sam'al e hizo colocar su estela (estela de la victoria de Asarhaddón) en esta puerta. Se ha sugerido que las murallas y por lo menos esta puerta se construyeran en el siglo X a. C.
Entre los objetos notables encontrados entre las dos puertas de la ciudadela se descubrieron sepultadas estatuas de esfinges y cinco estatuas gigantes de leones excavadas en la roca, que originalmente debieron estar colocadas sobre los pilares de las puertas, símbolo de protección en la arquitectura tradicional hitita y asiria. Es probable que los leones fueran enterrados ritualmente juntos dentro de la ciudadela. Estas estatuas proceden de la cantera de Yesemek, donde aún hoy quedan bloques basálticos, muchos con huellas de labra antigua, muchos otros esculpidos y esbozados en el sitio y aún sin separar, con formas de leones, esfinges y divinidades tutelares de la mitología hitita.  A principios del siglo IX a. C., la ciudadela fue fortificada en tres cuartas partes de su circuito adquiriendo carácter monumental. Este sector contaba con contrafuertes externos. En la cuarta parte, la meridional, en dirección de la puerta sur, se construyó un muro doble, cada uno con una puerta de doble tenaza. La puerta externa se decoró con ortostatos o bloques basálticos de la altura de un hombre, esculpidos con escenas diversas. Sirvan como ejemplo estas escenas en altorrelieve: la escena que representa un carro de guerra y un hombre caído bajo el caballo, ante una figura oferente con un cabrito sobre los hombros y, a la derecha, ante los dioses de la guerra y de la tempestad con sus armas y la diosa Kuhaba con su espejo. La otra escena, por la parte interior de la puerta contiene figuras de dignatarios, un banquete y la caza de un ciervo. Por la parte externa de la puerta se aprecian varias figuras, un hombre-grifo, dos carneros paciendo, el árbol de la vida, tañedores, soldados, grifos y esfinges aladas. Dos leones acompañados de figuras amenazadoras con cabezas de león, resaltaban en la tenaza exterior. En la tenaza interna había relieves con soldados, cazadores, toros, diversos animales y deidades tutelares. En el planteamiento general de los temas narrativos se refleja el arte sirio-hitita del siglo IX a. C., con esta unión de escenas de celebraciones y mitológicas, y con el aislamiento de la escena en cada losa. El estilo refleja la tradición local, carente de tradiciones artísticas. En los monumentos posteriores, los primeros con inscripciones, esta tradición escultórica, iconográfica y estilística se abandonó para adoptar el estilo asirio.

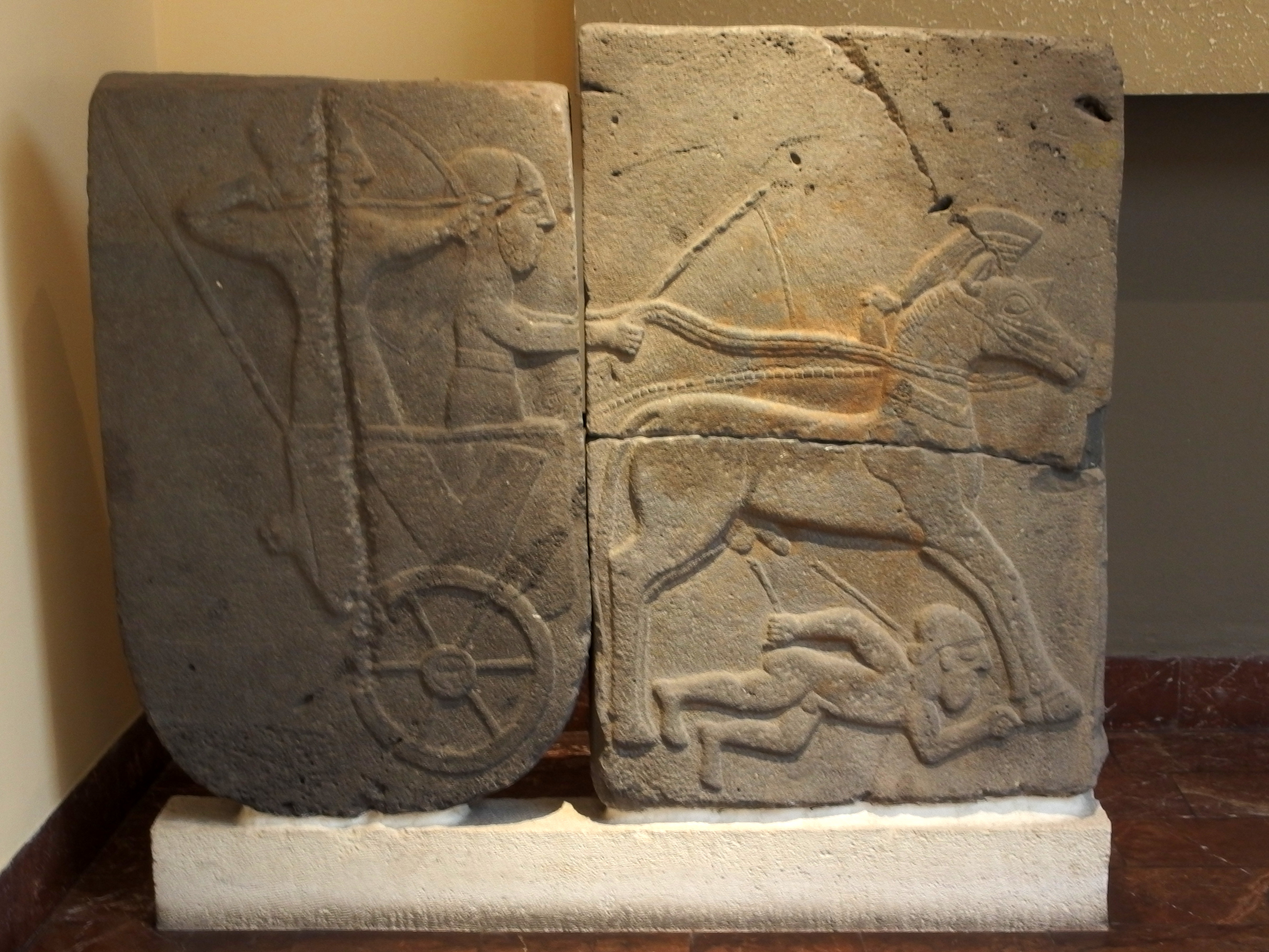
Escena con un carro de guerra y un hombre caído bajo el caballo.
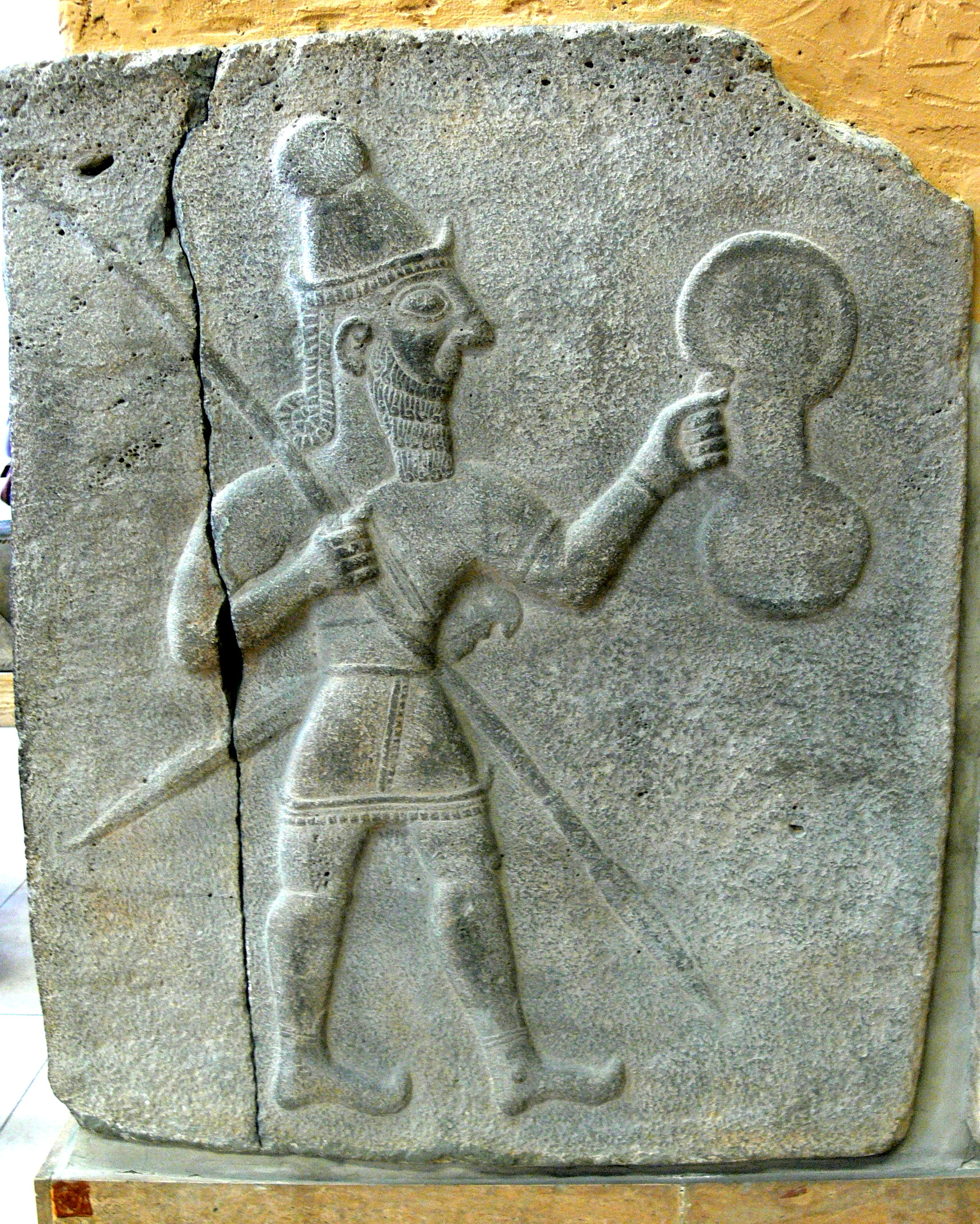
Ortostato en el museo de Pérgamo de Berlín.
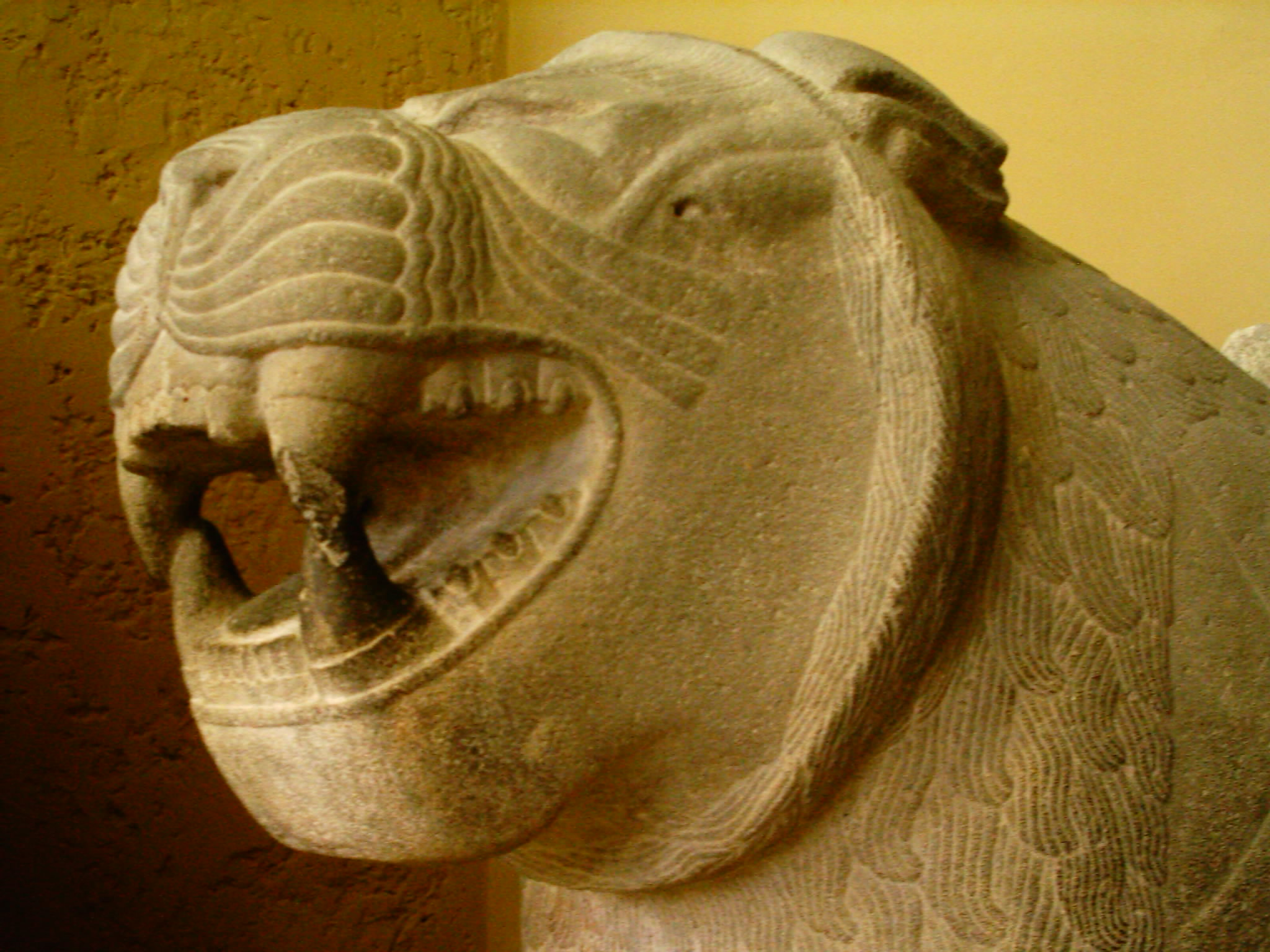
Un león de Sam'al, actualmente en el Museo de Pérgamo.
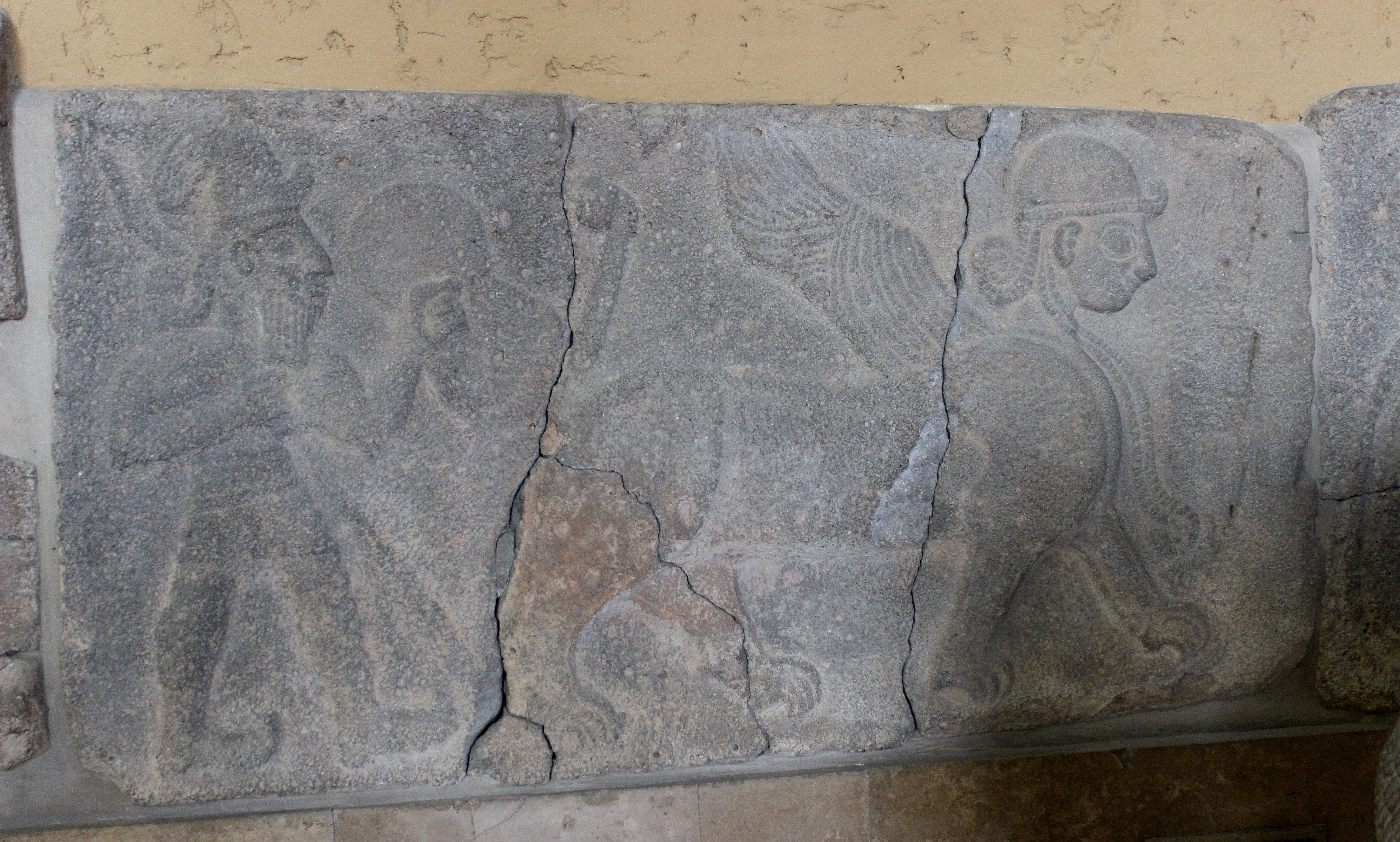
Soldado y esfinge alada.
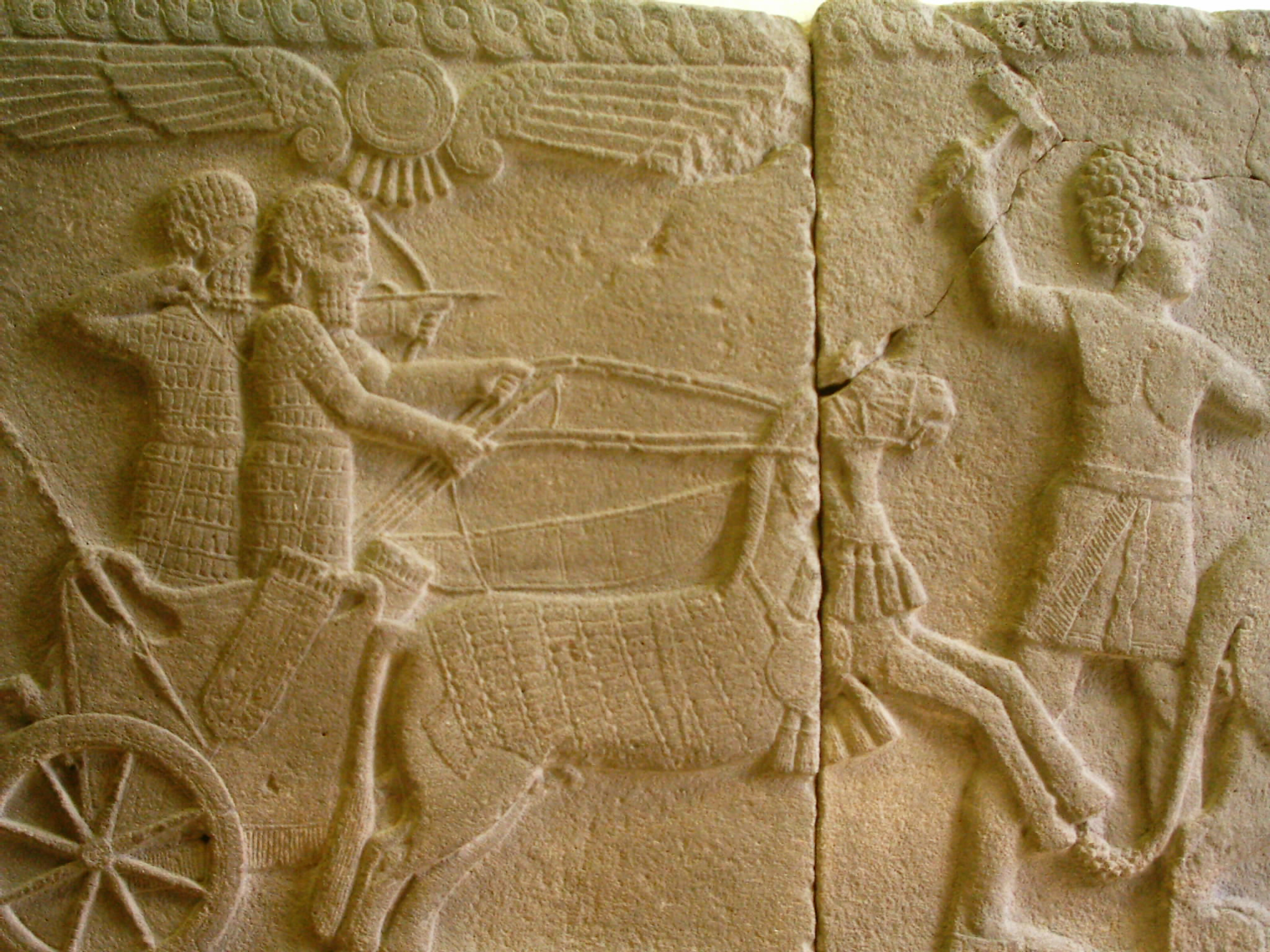
Carro de guerra con arquero y auriga y guerrero avanzando delante del carro.

### Inscripciones, edificios y esculturas

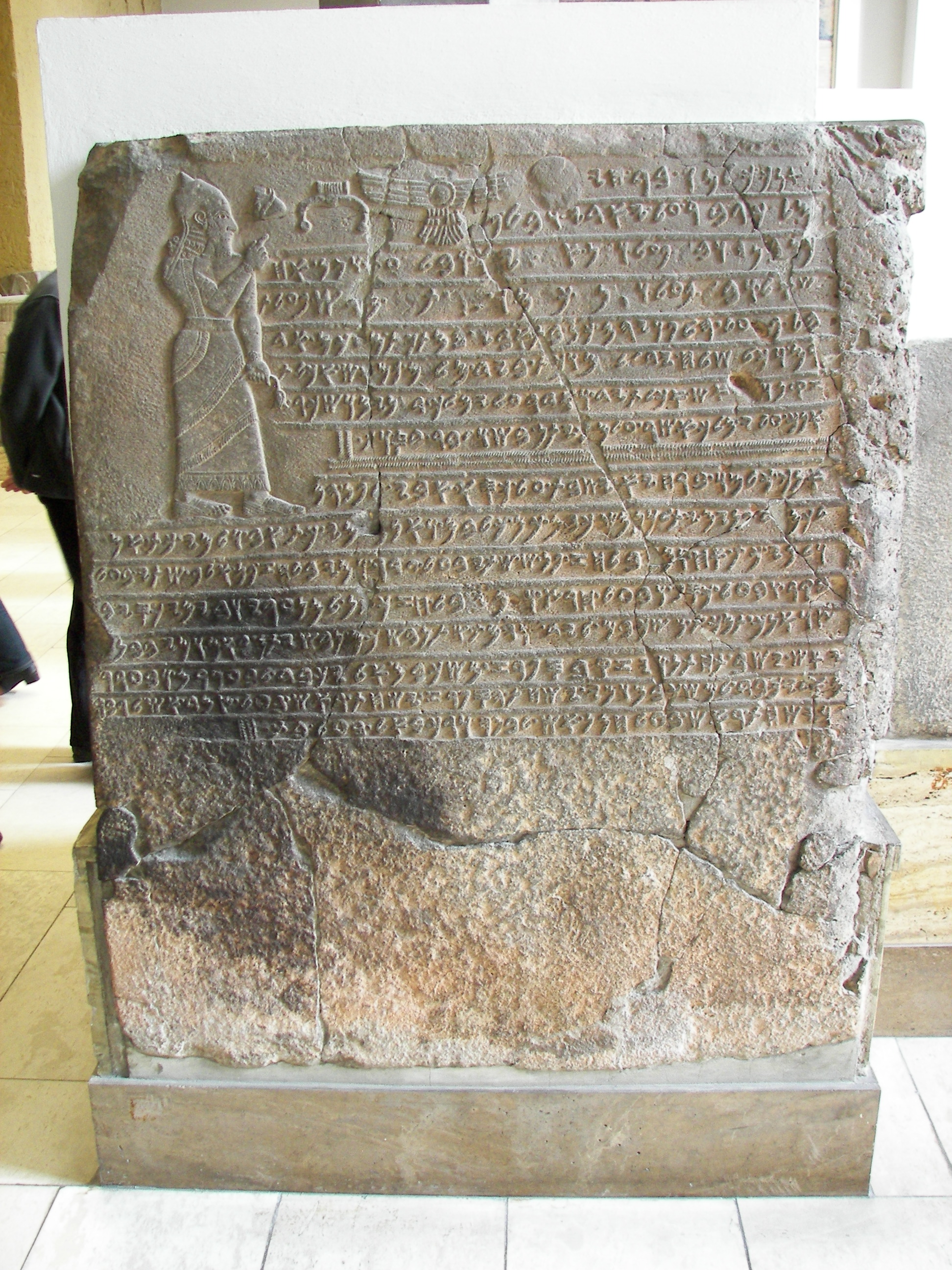
Estela del príncipe Kilamuwa de Sam'al. Museo de Pérgamo.

Las excavaciones alemanas en la ciudadela recuperaron gran cantidad de ortostatos tallados en relieve, junto con inscripciones en arameo, fenicio y acadio. Se exhiben en el Museo de Pérgamo (Berlín) y en Estambul.
El monumento más antiguo con inscripción es la estela de Kilamuwa, vestido a la asiria. La inscripción redactada en fenicio proporciona el nombre de los predecesores del rey: Gabbar, BMH, Haija y Saíl. Mediante este texto se ha identificado la ciudad con la Sama'l o Bit Gabbar de los textos asirios, cuyo soberano Hajanu pagó tributo a su homólogo Salmanasar III de Asiria entre el 857 y el 852 a. C. La estela se erigía junto con una estatua de casi 3 m de altura de un dios sentado en una base decorada con dos leones sostenidos sobre la frente por un héroe arrodillado en la «carrera de rodillas», en la entrada de un palacio de la ciudadela, denominado J por los arqueólogos. El edificio es de una singular tipología cuyo nombre original se debe a los asirios, que los imitarían en sus palacios: bit bitani, palacio con una fachada monumental constituida por una escalinata y un pórtico. La tipología que surgió probablemente en Siria y que existió en Ugarit y Emar en los siglos XIV y XIII a. C., debe su desarrollo al uso de columnas de madera, pero corresponde también a una concepción funcional totalmente local de la residencia ceremonial. Esta no se encerraba como en Mesopotamia y en Asiria en una unidad autosuficiente que comprendía la zona sagrada y ceremonial; se abría a las plazas (que no eran públicas) de las ciudadelas, proponiendo fachadas aisladas, con la evidencia de que quedaban reflejados aspectos y funciones distintos de la vida pública y social.
Junto al palacio Hilani J se construyó más tarde un edificio similar, pero de mayor tamaño, el Hilani K, con la escalera y el pórtico de tres columnas.

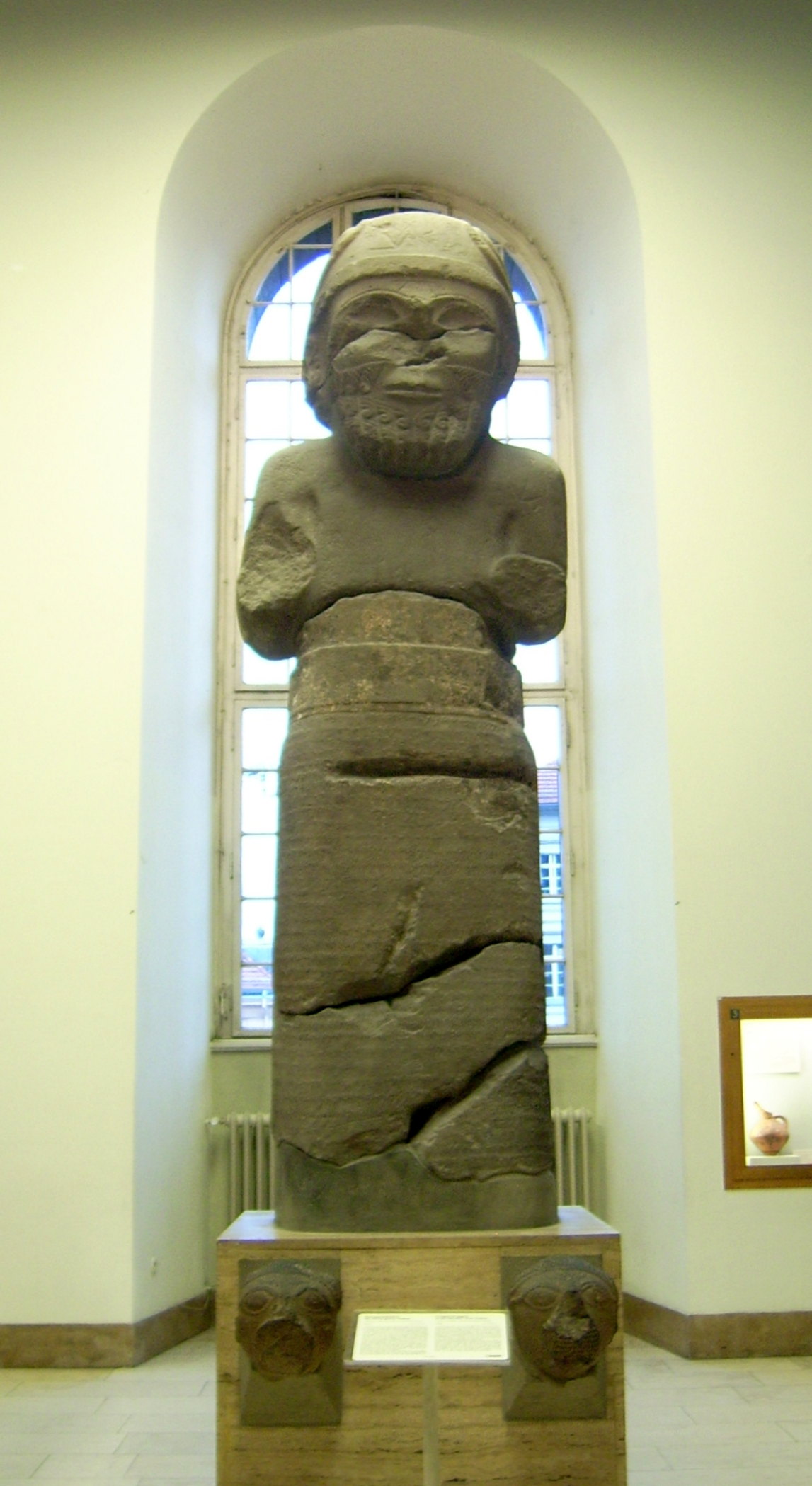
Hadad, dios de la lluvia y el trueno. Museo de Pérgamo (Berlín).

El mayor desarrollo de Zincirli se sitúa a mediados del siglo VIII a. C., durante la dinastía de Barrakib. Se conoce a este rey por una inscripción en arameo grabada en una estatua dedicada por él a su padre Panamuwa, hijo de BRSR, en la cual afirma haberse puesto bajo la protección asiria durante el reinado de Tiglatpileser III. En otras estelas, estas de fundación, el mismo rey se declara servidor de este soberano asirio. Tres inscripciones reales de Ya'udi o Sam'al son particularmente ilustrativas de la historia de la región. La más antigua es del reinado del rey Panamuwa I, las otras del 730 a. C. Las peculiaridades dialécticas de estas inscripciones reales de Sam'al (Ya'udi) han llevado a algunos eruditos incluyendo a P.-E. Dion. y S. Moscati, a llamar «samalio» o «ya'udico» a esta variedad distinta del arameo antiguo.

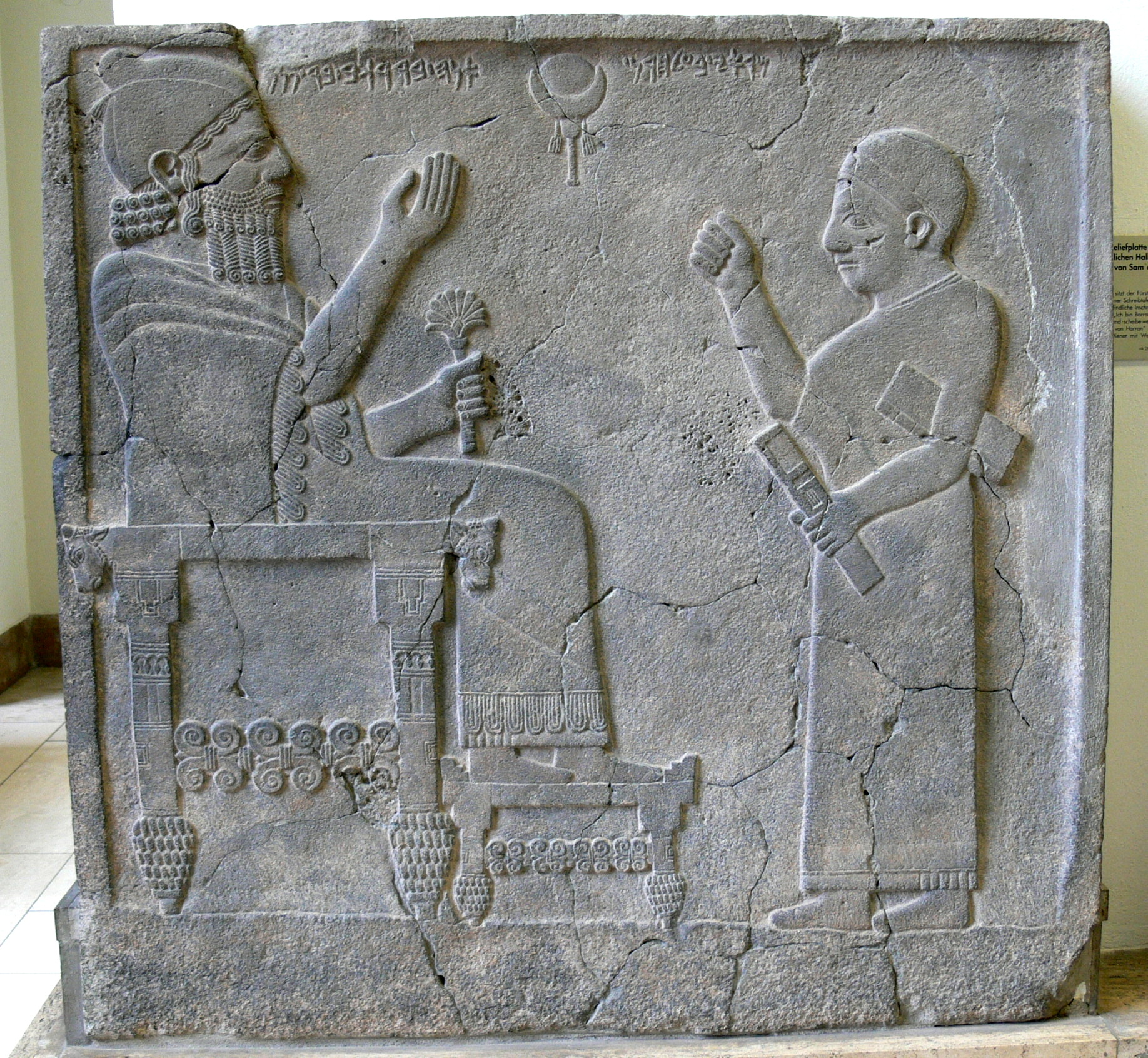
Barraquib sentado ante un escriba.

En todo caso, el crecimiento y la prosperidad experimentados por Sam'al es probable que nacieran de la sagaz política de Barrakib. De hecho, mientras que entre el 732 y el 717 a. C. todas las grandes ciudades sirias, de Damasco a Hama y Karkemish cayeron en manos asirias y fueron violentamente destruidas, Sama'al escapó de este destino. El engrandecimiento y la reconstrucción de la ciudad y de la ciudadela se remontan en todo caso a este rey. Se construyó en la ciudad una amplia zona de pórticos con tres Hilanis. Al norte, el Hilani IV, el más pequeño, se decoró de forma tradicional, con el pórtico de una columna sustentada en una base que representa la figura de una esfinge esculpida a bulto redondo. En los laterales del portal se fijaron losas esculpidas. En la de la derecha está representado el propio Barrakib sentado delante de un escriba con punzón y tablilla, asistido por un flabelífero (un portador de abanico). A la izquierda, el mismo personaje está sentado ante una mesa servida, mientras una fila de músicos y dignatarios le acompaña.
Poco después, al otro lado del gran pórtico, se edificó el Hilani III, hacia el oeste. De su fachada sur, fuera de la línea del pórtico llamado P, solo queda de la antigua decoración una losa esculpida en altorrelieve con una esfinge. Al sur, el pórtico P estaba decorado con una estela con dos funcionarios y un león en altorrelieve.

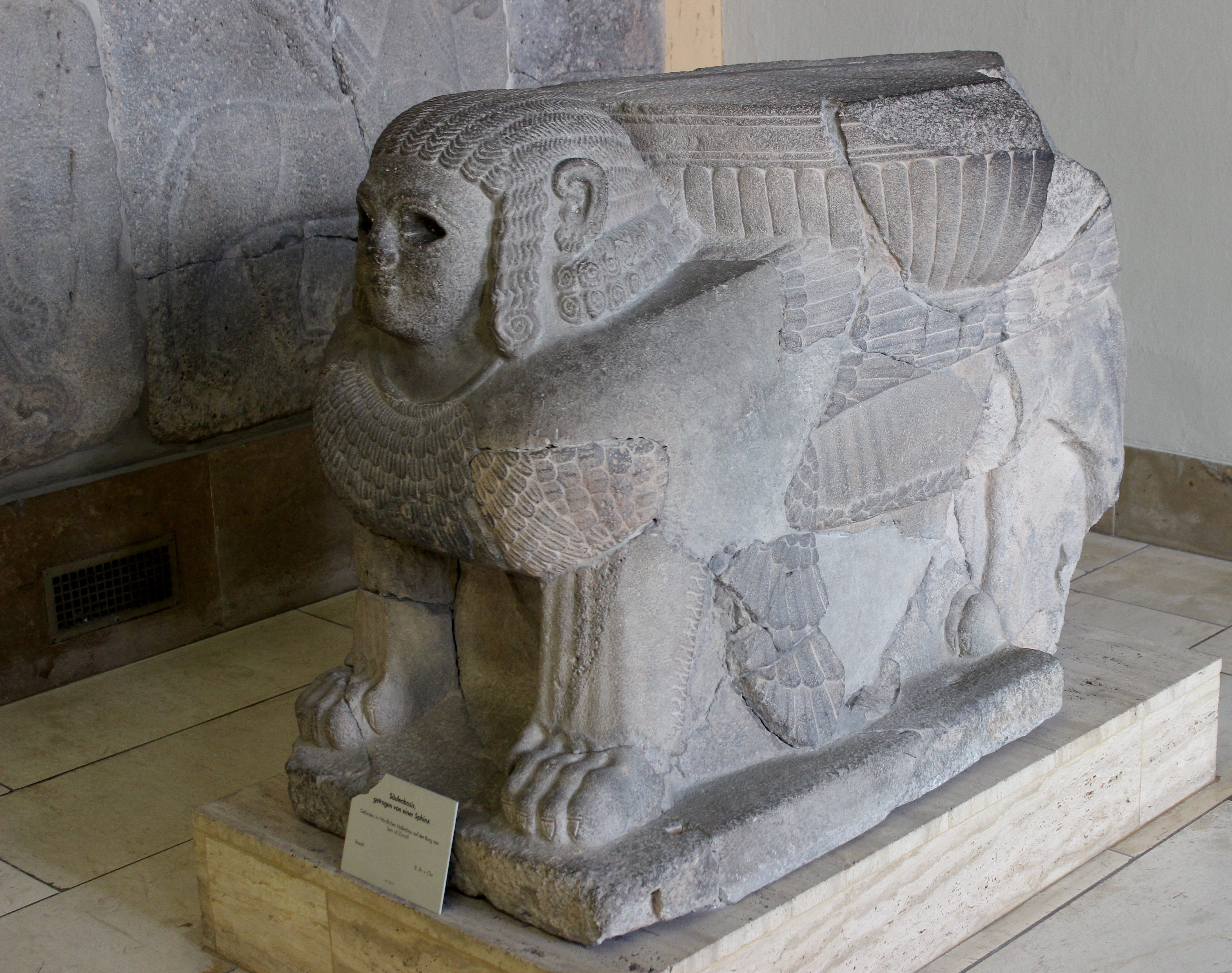
Esfinge esculpida con al técnica de bulto redondo sobre una base.
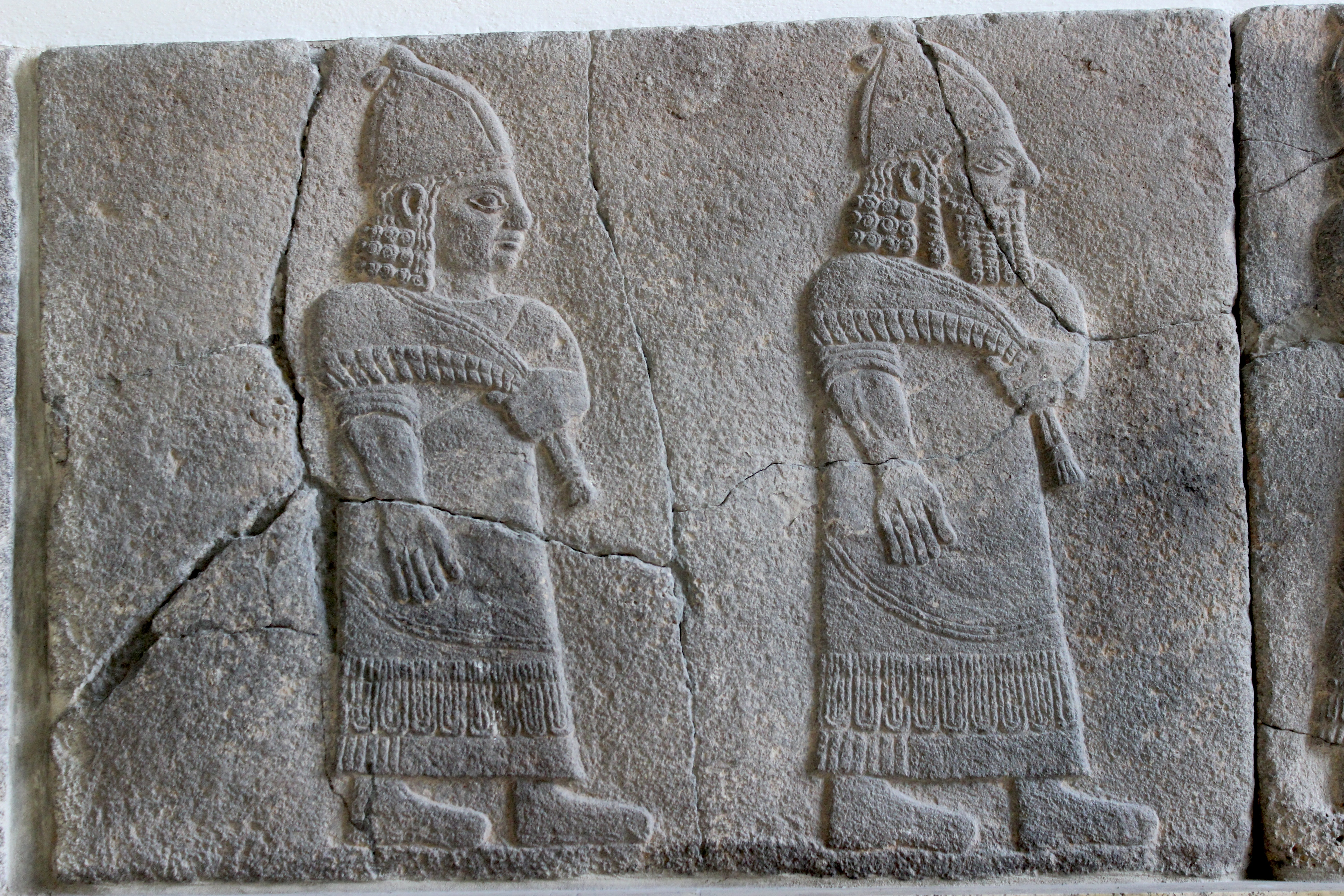
Altorrelieve con dos dignatarios.
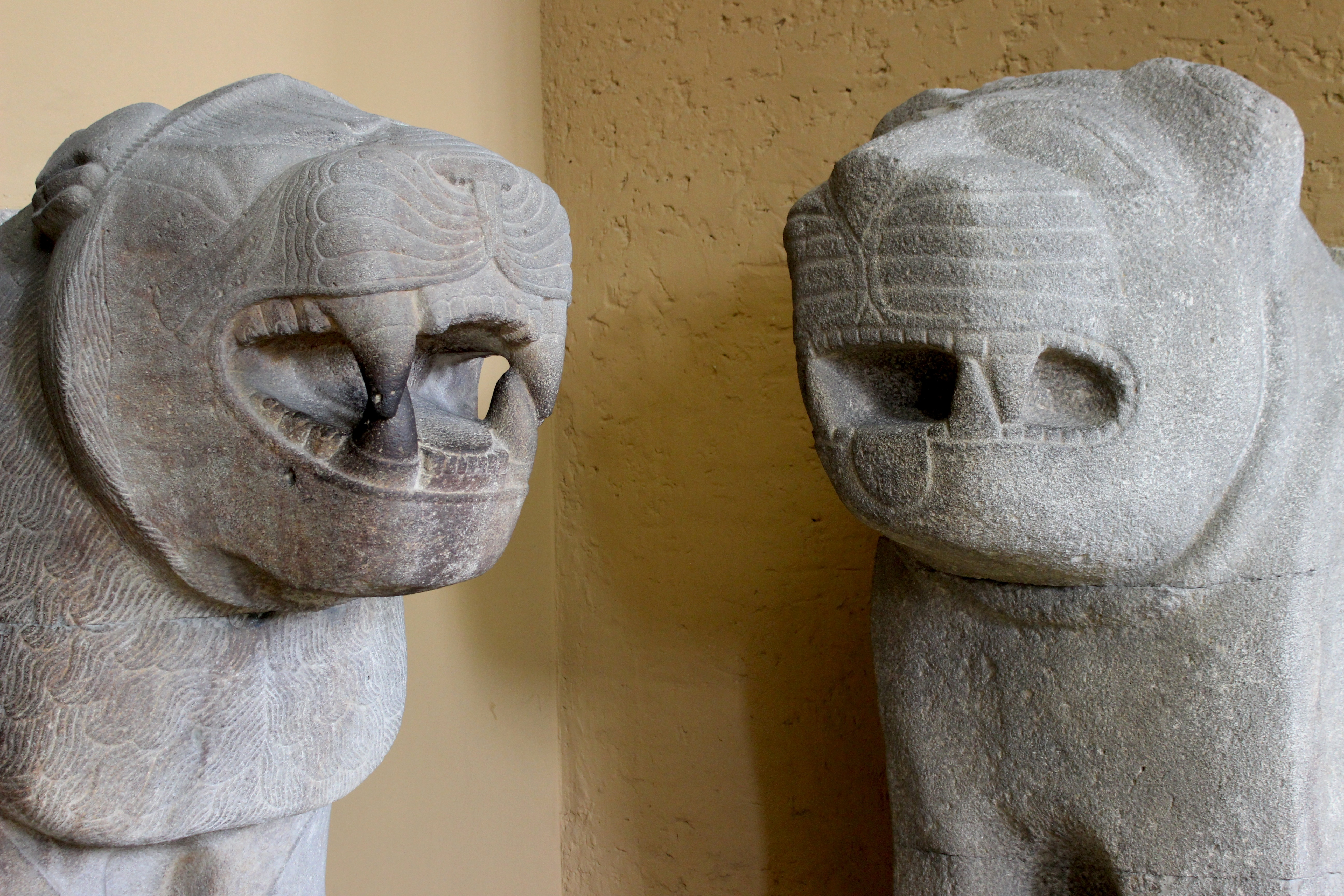
Leones.
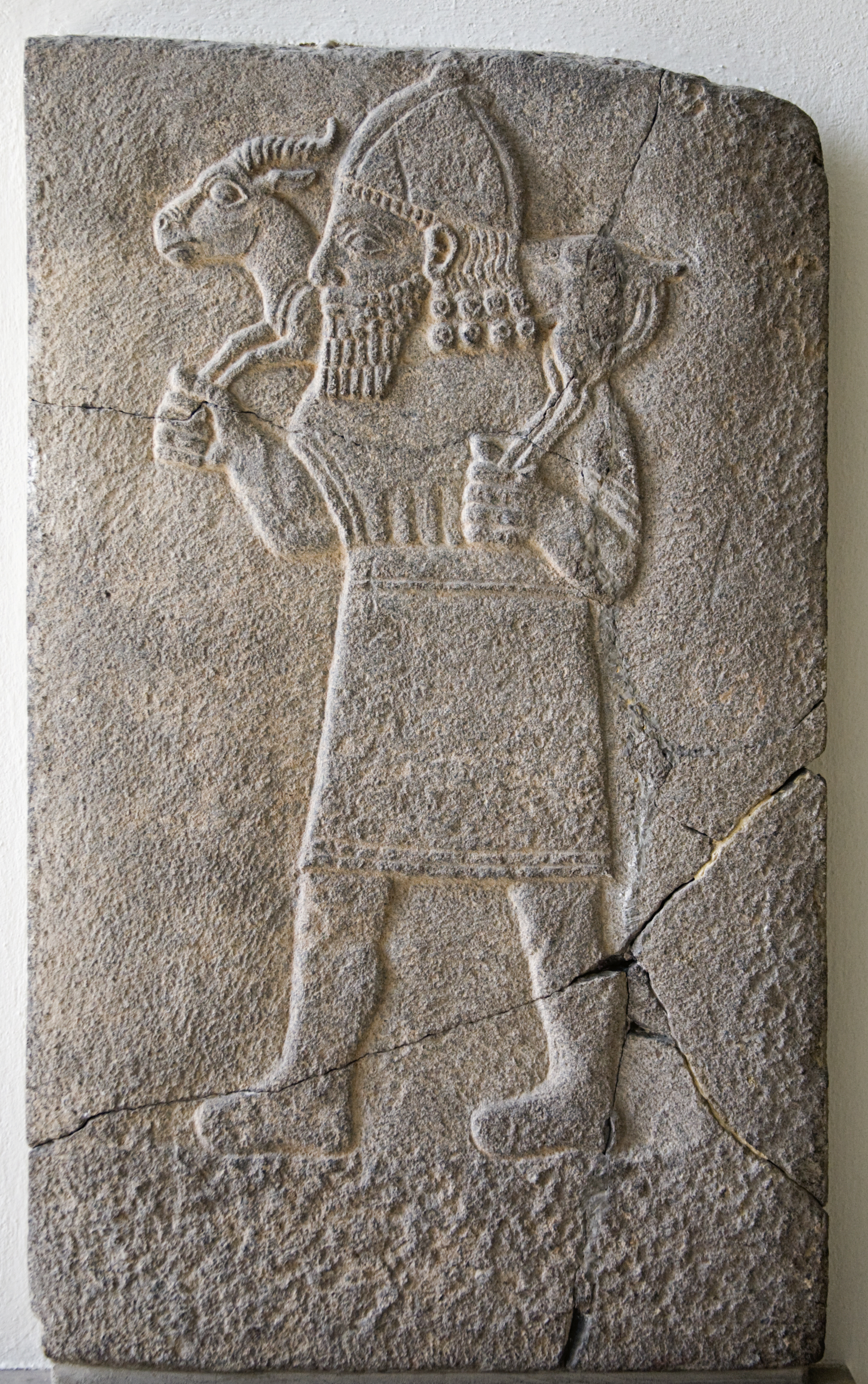
Ortostato con un hombre que lleva una gacela a hombros. Relieve del siglo VIII a. C.

La escuela escultórica local alcanzó un grado de madurez artística. Evolucionó desde los bajorrelieves de contornos precisos, con ricos matices de claroscuros en los detalles interiores, en los cabellos, en las franjas de las vestimentas del Hilani IV, al relieve volumétrico de los altorrelieves del Hilani III y del león del pórtico P o al bulto redondo de las esfinges de las columnas. Esta volumetría maciza de todas estas figuras cuya función es la decoración escultórica de los lugares de paso, ofrece puntos de vista diversos, según la tendencia estilística seguida en otros talleres escultóricos, como el taller de Karkemish, en los relieves de la Gran Escalinata, y en Sakçagözü, donde estuvo activo a finales del siglo VIII a. C. Debido a estas características estilísticas y por motivos temáticos se dice que proceden de Sama'l algunos de los más refinados marfiles del norte de Siria, hallados en la capital asiria de Nimrud, en Fuerte de Salmanasar: se trata de un de los numerosos botines que afirman los reyes asirios en sus anales haber obtenido en las ciudades sirias, famosas por la fabricación de muebles de marfil: En la propia Sama'l subsiste un número limitado de objetos de esta artesanía, hallados entre los Hilanis J y K. Se trata de uno de los pocos casos, junto con Hama, de marfiles descubiertos en Siria, que se salvaron de la rapiña asiria. Estos fueron los últimos herederos de la tradición artística del norte de Siria, que la conquista asiria eliminó definitivamente hacia el 700 a. C. Sam'al fue de las pocas ciudades supervivientes y fue ampliada con otro palacio, el D o «superior», que unió el hilani sirio con la planimetría del palacio sirio de patio central, con una zona destinada al almacenaje a lo largo del lado este de las fortificaciones. Que se trata de un último impulso arquitectónico estrechamente vinculado a Asiria, lo demuestra el hecho de que en el siglo VII a. C., desapareció cualquier plasmación de arte conmemorativo en Sam'al. Arte que en el siglo precedente había constituido el orgullo y la expresión directa de los reyes arameos locales, aún autónomos.

### Estela de Kuttamuwa
Kuttamuwa fue un magistrado del siglo VII a. C., de Sam'al que ordenó una inscripción en una estela, que fue erigida a su muerte. La inscripción pide a sus deudos que conmemoren su vida y su muerte con fiestas «para mi alma que está en esta estela». Es una de las primeras referencias en una cultura de Oriente Próximo al alma como una entidad separada del cuerpo. La estela de basalto de unos 363 kg, mide 91 cm de alto y 61 cm de ancho. Fue descubierto en la tercera temporada de excavaciones de la expedición de Neubauer del Instituto Oriental de Chicago, de Illinois.